# Klätterväxt
En klätterväxt är en växt med ett klättrande växtsätt. Begreppet beskriver endast växtsättet och är inte ett taxonomiskt begrepp. Olika klätterväxter behöver alltså inte vara nära besläktade.
Klätterväxter har en örtartad eller mer eller mindre vedartad (då benämnda lianer) stam. De kan klättra uppför någon form av stöd (till exempel en trädstam, mur eller spaljé) med hjälp av långa skott och särskilda klätterorgan (till exempel klängen, klätterhår eller klätterrötter) för att få solljus.